# 장윤나
장윤나(1982년 6월 27일 ~ )는 대한민국의 무용가이다.

## 학력
- 예원학교
- 한국예술종합학교